# 沈暕
沈暕（1466年—？），字景明，號東林野仙，浙江處州府雲和縣人，民籍，明朝政治人物、進士出身。

## 生平
弘治五年（1492年）壬子科浙江鄉試第八十二名，弘治十八年（1505年）登二甲第三十一名進士。授江西宁州知州，擢兵部员外郎，历武选司郎中，出为武昌府知府，升山东按察司副使。

## 家族
曾祖父沈土季；祖父沈俸；父親沈騶。母梁氏。永感下。弟沈晦。